# Fedlimid mac Daill
Fedlimid mac Daill – bohater irlandzkiej mitologii z cyklu ulsterskiego, ojciec Deirdre. Był bardem na dworze króla Conchobara Mac Nessy. 
W trakcie przyjęcia w jego domu, w którym brali udział liczni możni z Ulsteru w tym król Conchobar Mac Nessa i druid Cathbad, dziecko które znajdowało się jeszcze w łonie jego żony wydało okrzyk. Druid określił to jako zły omen.